# Чехословачка на Европском првенству у атлетици у дворани 1971.
Чехословачка је учествовала на 2. Европском првенству у атлетици у дворани 1971. одржаном у Софији, (Бугарска) 13. и 14. марта. У свом другом учешћу на европским првенствима у дворани репрезентацију Чехословачке представљало је 15 спортиста (9 м и 6 ж) који су се такмичили у 12 дисциплина (8 мушких и 4 женске).
Прву медаљу на европским првенствима у дворани, за Чехословачку, освојила је скакачица увис Милада Карбанова.
Са једном освојеном златном медаљом Чехословачка је у укупном пласману заузела 7. место од 13 земаљ  које су на овом првенству освојиле медаље, односно 23 земље учеснице.
У табели успешности према броју и пласману такмичара који су учествовали у финалним такмичењима (првих 8 такмичара) Чехословачка је са 5 учесника у финалу заузела 11 место са 18 бодова, од 21 земље које су у финалу имале представнике. Једино Данска и Турска није имала ниједног представника.
| Плас. | Земља        | 1. место | 2. место | 3. место | 4. место | 5. место | 6. место | 7. место | 8. место | Бр. финал. - Бод. |
| ----- | ------------ | -------- | -------- | -------- | -------- | -------- | -------- | -------- | -------- | ----------------- |
| 11.   | Чехословачка | 1 − 8    | −        | −        | 1 − 5    | −        | −        | 2 − 4    | 1 − 1    | 5 − 18            |

## Учесници
| Бр. | Дисциплина   | Мушкарци                    | Жене                                             | Укупно |
| --- | ------------ | --------------------------- | ------------------------------------------------ | ------ |
| 1.  | 60 м         | Петр Утекал                 | Ева Путнова                                      | 2      |
| 2.  | 800 м        | Јан Сисовски                | Марија Отова                                     | 2      |
| 3.  | 1.500 м      | Иван Ковач                  |                                                  | 1      |
| 4.  | 60 м препоне | Иван Седлачек               |                                                  | 1      |
| 5.  | Скок увис    | Рудолф Баудис Владимир Мали | Марта Костланова Алена Проскова Милада Карбанова | 5      |
| 6.  | Скок удаљ    | Јарослав Броз               | Јармила Нигринова                                | 2      |
| 7.  | Троскок      | Јан Брода                   |                                                  | 1      |
| 8.  | Бацање кугле | Јарослав Брабец             |                                                  | 1      |
|     | Укупно (13)  | 9                           | 6                                                | 15     |

## Освајачи медаља
- Злато

1. Милада Карбанова — Скок увис

## Резултати

### Мушкарци
| Атлетичар       | Дисциплина   | Лични рекорд | Квалификације | Квалификације | Полуфинале           | Полуфинале           | Финале               | Финале   | Детаљи |
| Атлетичар       | Дисциплина   | Лични рекорд | Резултат      | Место         | Резултат             | Место                | Резултат             | Место    | Детаљи |
| --------------- | ------------ | ------------ | ------------- | ------------- | -------------------- | -------------------- | -------------------- | -------- | ------ |
| Петр Утекал     | 60 м         |              | 7,0           | 5 у гр. 4     | 7,0                  | 6. у пф. 2           | Није се квалификовао | 11. / 16 |        |
| Јан Сисовски    | 800 м        |              | 1:54,7        | 3 у гр. 4     |                      |                      | Није се квалификовао | 11/ 14   |        |
| Иван Ковач      | 1.500 м      |              | 3:48,9        | 5 у гр. 4     |                      |                      | Није се квалификовао | 11/ 24   |        |
| Иван Седлачек   | 60 м препоне |              | 8,3           | 5 у гр. 1     | Није се квалификовао | Није се квалификовао | Није се квалификовао | 16/ 19   |        |
| Рудолф Баудис   | скок увис    |              |               |               |                      |                      | 2,11                 | 7. / 20  |        |
| Владимир Мали   | скок увис    |              | 2,05          | 16. / 20      |                      |                      |                      |          |        |
| Јарослав Броз   | скок удаљ    |              | 7,66          | 8. / 17       |                      |                      |                      |          |        |
| Јан Брода       | троскок      |              | 15,35         | 14. / 15      |                      |                      |                      |          |        |
| Јарослав Брабец | Бацање кугле |              | 17,82         | 11. / 15      |                      |                      |                      |          |        |

### Жене
| Атлетичар         | Дисциплина | Лични рекорд | Квалификације | Квалификације | Полуфинале | Полуфинале | Финале                | Финале   | Детаљи |
| Атлетичар         | Дисциплина | Лични рекорд | Резултат      | Место         | Резултат   | Место      | Резултат              | Место    | Детаљи |
| ----------------- | ---------- | ------------ | ------------- | ------------- | ---------- | ---------- | --------------------- | -------- | ------ |
| Ева Путнова       | 60 м       |              | 7,7           | 3 у гр. 1     | 7,7        | 6. у пф 1  | Није се квалификовала | 11/ 24   |        |
| Марија Отова      | 800 м      |              | 2:11,0        | 4. у гр. 3    |            |            | Није се квалификовала | 11. / 14 |        |
| Милада Карбанова  | скок увис  |              |               |               |            |            | 1,80                  |          |        |
| Марта Костланова  | скок увис  |              | 1,78          | 4. / 13       |            |            |                       |          |        |
| Алена Проскова    | скок увис  |              | 1,70          | 7. / 13       |            |            |                       |          |        |
| Јармила Нигринова | скок удаљ  |              | 5,96          | 9. / 10.      |            |            |                       |          |        |

## Биланс медаља Чехословачке после 2. Европског првенства у дворани 1970—1971.
|     | ЕП     |   |   |   |   | УП |
| 1.  | 1970.  | 0 | 0 | 0 | 0 | 0  |
| 2.  | 1971.  | 1 | 0 | 0 | 1 | 7  |
| 1-2 | Укупно | 1 | 0 | 0 | 1 | 10 |
| --- | ------ | - | - | - | - | -- |

|                                        | Атлетичар                              | Земља                                  |                                        |                                        |                                        |                                        |
| Није било вишеструких освајача медаља. | Није било вишеструких освајача медаља. | Није било вишеструких освајача медаља. | Није било вишеструких освајача медаља. | Није било вишеструких освајача медаља. | Није било вишеструких освајача медаља. | Није било вишеструких освајача медаља. |
| -------------------------------------- | -------------------------------------- | -------------------------------------- | -------------------------------------- | -------------------------------------- | -------------------------------------- | -------------------------------------- |